# Internal Revenue Service
De Internal Revenue Service, meestal kortweg IRS genoemd, is de federale belastingdienst van de Verenigde Staten. Het maakt als agentschap deel uit van het United States Department of the Treasury.
In de Verenigde Staten worden belastingen geheven zowel op het niveau van de staten als op het nationale, federale niveau. De IRS is verantwoordelijk voor het uitvoeren en toepassen van de Amerikaanse federale belastingwetten en het innen van belastinggelden. De organisatie int alleen inkomstenbelasting, omdat er in de Verenigde Staten geen nationale omzetbelasting (BTW) bestaat. De meeste staten kennen wel een vorm van omzetbelasting (sales tax) die echter van staat tot staat verschillend is, en gewoonlijk uitsluitend aan de eind-koper (consument) doorberekend wordt. Belasting op diensten of producten van bedrijven aan andere bedrijven wordt niet eerst belast, maar direct weggelaten.
Het hoofdkantoor van de IRS is gevestigd in Washington D.C.. Er zijn tien IRS Service Centers verspreid over het land, waar het verwerken van de belastingzaken van de individuele burgers en bedrijven plaatsvindt.

## Geschiedenis
In juli 1862 voerden president Abraham Lincoln en het Amerikaanse Congres een federale inkomstenbelasting in om de kosten van de Amerikaanse Burgeroorlog te financieren. Om deze inkomstenbelasting te innen werd het Bureau of Internal Revenues opgericht. De term internal revenues werd gekozen om het verschil aan te geven met invoerrechten, die toen aangeduid werden als external revenues. Rond 1918 veranderde het Bureau de naam in de huidige naam, Internal Revenue Service.